# Chamaepentas
Chamaepentas é um género botânico pertencente à família Rubiaceae.